# Xylopteryx clathrata
Xylopteryx clathrata är en fjärilsart som beskrevs av Claude Herbulot 1984. Xylopteryx clathrata ingår i släktet Xylopteryx och familjen mätare. Inga underarter finns listade i Catalogue of Life.